# پلی استایرن سولفونات

polystyrene sulfonate

پلی استایرن سولفونات پلیمر مشتق شده از پلی استایرن است که با اضافه کردن گروه‌های عاملی سولفونات به پلی استایرن به دست می‌آید. از آنها به‌طور گسترده‌ای به عنوان رزین‌های تبادل یونی برای حذف یون‌هایی از قبیل پتاسیم، کلسیم و سدیم از محلول‌ها در کاربردهای فنی و پزشکی استفاده می‌شود.
پلیمرهای یونی خطی به‌طور کلی محلول در آب هستند، در حالی که مواد متخلخل (رزین‌ها نامیده می‌شوند) در آب حل نمی‌شوند. این پلیمرها به صورت پلی سالت و آینومر طبقه‌بندی می‌شوند.